# Philippe LaRoche
Philippe LaRoche, né le 12 décembre 1966 à Québec, est un skieur acrobatique canadien notamment vice-champion olympique de sauts en 1994. 

## Palmarès

### Jeux olympiques d'hiver
| Édition / Discipline             | Saut acrobatique |
| Albertville 1992 (démonstration) | Or               |
| Lillehammer 1994                 | Argent           |

### Championnats du monde
| Édition / Discipline       | Saut acrobatique |
| Oberjoch 1989              | Bronze           |
| Lake Placid 1991           | Or               |
| Altenmarkt-Zauchensee 1993 | Or               |
| La Clusaz 1995             | 7e               |

### Coupe du monde
- Meilleur classement général : 8e en 1988.
- 3 petits globe de cristal :
  - Vainqueur du classement sauts en 1991, 1992 et 1994.
- 35 podiums dont 18 victoires en saut acrobatique